# ستيفن داريلنغتون
ستيفن داريلنغتون (بالإنجليزية: Stephen Darlington)‏ هو موزع بريطاني، ولد في 21 سبتمبر 1952.

## وصلات خارجية
- ستيفن داريلنغتون على موقع ميوزك برينز (الإنجليزية)
- ستيفن داريلنغتون على موقع ديسكوغز (الإنجليزية)